# Cocktail de creveți
Cocktailul de creveți este un fel de mâncare⁠(d) cu fructe de mare constând din creveți⁠(d) fierți și decorticați în sos de cocktail⁠(d), servit într-un pahar. A fost cel mai popular aperitiv în Marea Britanie între deceniul anilor 1960 și sfârșitul anilor 1980, perioadă în care era omniprezent și în Statele Unite. Potrivit jurnalistului culinar englez Nigel Slater⁠(d), cocktailul de creveți, „și-a petrecut cea mai mare din (viață) într-un du-te-vino între foarte la modă și ridicol de demodat”, iar astăzi are asociată o anumită ironie.

## Originile

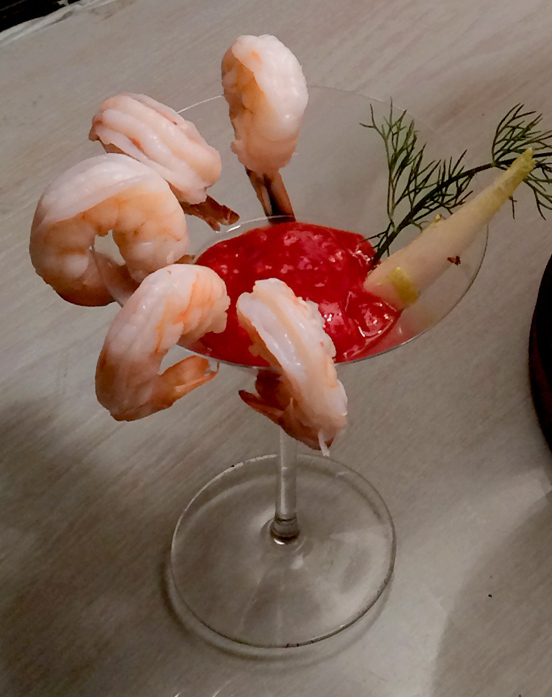
Un cocktail de creveți în stil american cu din comerț, garnisit cu și mărar.

Combinația de fructe de mare fierte și sos picant este de origine străveche și există multe varietăți. Preparatele de acest fel cu stridii sau creveți erau populare în Statele Unite în secolul al XIX-lea și unele surse pun servirea lor în pahare de cocktail în legătură cu interdicția băuturilor alcoolice din timpul prohibiției din Statele Unite ale Americii din  anii 1920.
În Regatul Unit, inventarea cocktailului de creveți este deseori atribuită omului de televiziune și maestrei culinare Fanny Cradock⁠(d) din anii 1960; cu toate acestea, este mult mai probabil ca Cradock doar să fi populariza versiunea ei proprie a unui fel de mâncare deja existent, dar care nu era bine cunoscut până atunci în Regatul Unit. În cartea The Prawn Cocktail Years din 1997, Simon Hopkinson⁠(d) și Lindsey Bareham⁠(d) consemnau că cocktailul de creveți „se trage direct de la Escoffier⁠(d)”.

## Variante
Sosul este de obicei denumit sos de cocktail, și este, în esență, ketchup cu maioneză.

## În Regatul Unit

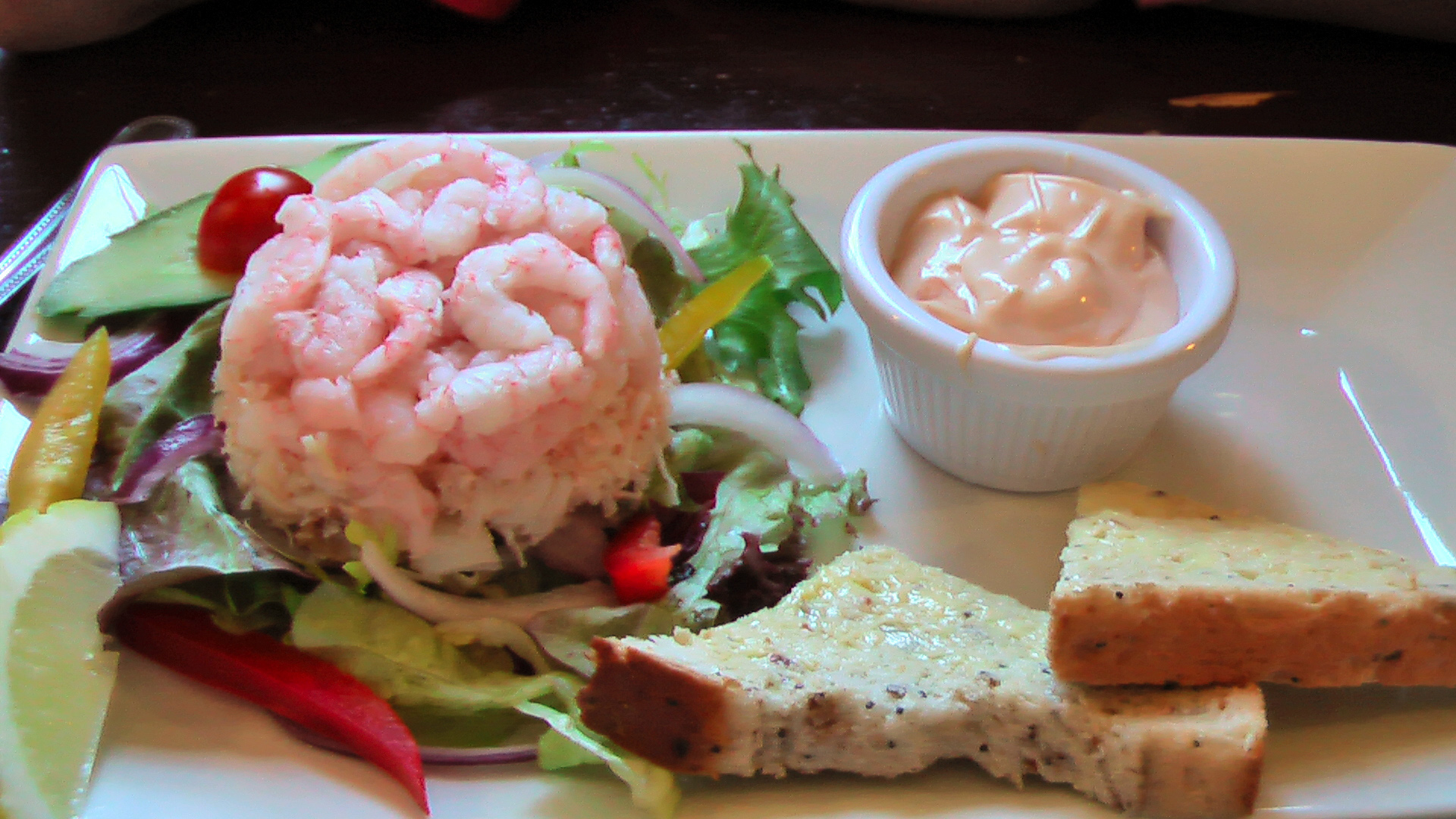
Un cocktail de creveți

Nigel Slater spune „totul este în sos” și că „sosul adevărat este, în principal, maioneză, ketchup și puțin Tabasco.”
Maestrul culinar Heston Blumenthal afirmă că cocktailul de creveți este „viciul [său] secret”: „când ajung târziu acasă după ce am lucrat la Fat Duck nu-mi place nimic mai mult decât să dau iama în frigider după un cocktail de creveți”. Blumenthal constată că cel mai bine este să se folosească maioneză de casă, și recomandă adăugarea busuioc și tarhon tocate.
Maestra culinară și scriitoarea și omul de televiziune Delia Smith⁠(d) afirmă că cea mai bună versiune este cu creveți gătiți în casă, și că în anii 1960 era „ceva simplu, dar foarte elegant, și totuși de-a lungul anilor a suferit de la unele adaptări foarte slabe, nu în ultimul rând cu creveți prea apoși și sosuri inferioare”.
Potrivit maestrului culinar Jamie Oliver, un cocktail de creveți este un „aperitiv deosebit ... garantat să vă satisfacă musafirii”. Rețeta lui include usturoi, castraveți, mentă, creson și carne de crab, care demonstrează versatilitatea și adaptabilitatea conceptului de bază.
Cum remarcau Hopkinson și Bareham în The Prawn Cocktail Years, ceea ce a fost odată considerat a fi „marea mâncare britanică”, consta din cocktail de creveți, urmat de friptură Garni cu chips și cu prăjitură Pădurea Neagră ca desert, comentând că „gătit așa cum trebuie, această cină atât de mult și de des ironizată încă este ceva foarte special”.

## „Ofensiva cocktailului de creveți”
Înainte de alegerile generale britanice din 1992, Partidul Laburist a dus o campanie pentru a obține sprijinul liderilor mediului de afaceri și financiar, convingându-i că nu se vor amesteca în economia de piață. Campania a fost poreclită ironic „ofensiva cocktailului de creveți".

## Produse derivate
Omniprezența cocktailului de creveți a condus la apariția unor produse alimentare cum ar fi chipsuri cu aromă de cocktail de creveți, care sunt încă una dintre cele mai populare tipuri de chipsuri. Chipsurile cu aromă de cocktail de creveți erau al doilea cel mai popular sortiment de chipsuri în 2004, cu o cotă de piață de 16%.